# Oscar Ier
Pour les articles homonymes, voir Oscar de Suède.
Oscar Ier (en suédois et en norvégien nynorsk : Oskar I, en norvégien bokmål : Oscar I), né le 4 juillet 1799 à Paris et mort le 8 juillet 1859 à Stockholm, est roi de Suède et de Norvège de 1844 à sa mort.
Unique enfant du maréchal d'Empire Jean-Baptiste Bernadotte, devenu roi de Suède et de Norvège sous le nom de Charles XIV Jean (Charles III Jean de Norvège, mais ce titre est peu usité), il joue un rôle majeur dans la consolidation et l'enracinement de la maison Bernadotte.

## Biographie

### Famille
Oscar Ier voit le jour le 4 juillet 1799 au 291 de la rue Cisalpine (aujourd'hui 32, rue de Monceau, actuel 8e arrondissement), dans l'ancien premier arrondissement de Paris. Une plaque commémorative est apposée sur cet édifice le 4 juillet 1911.

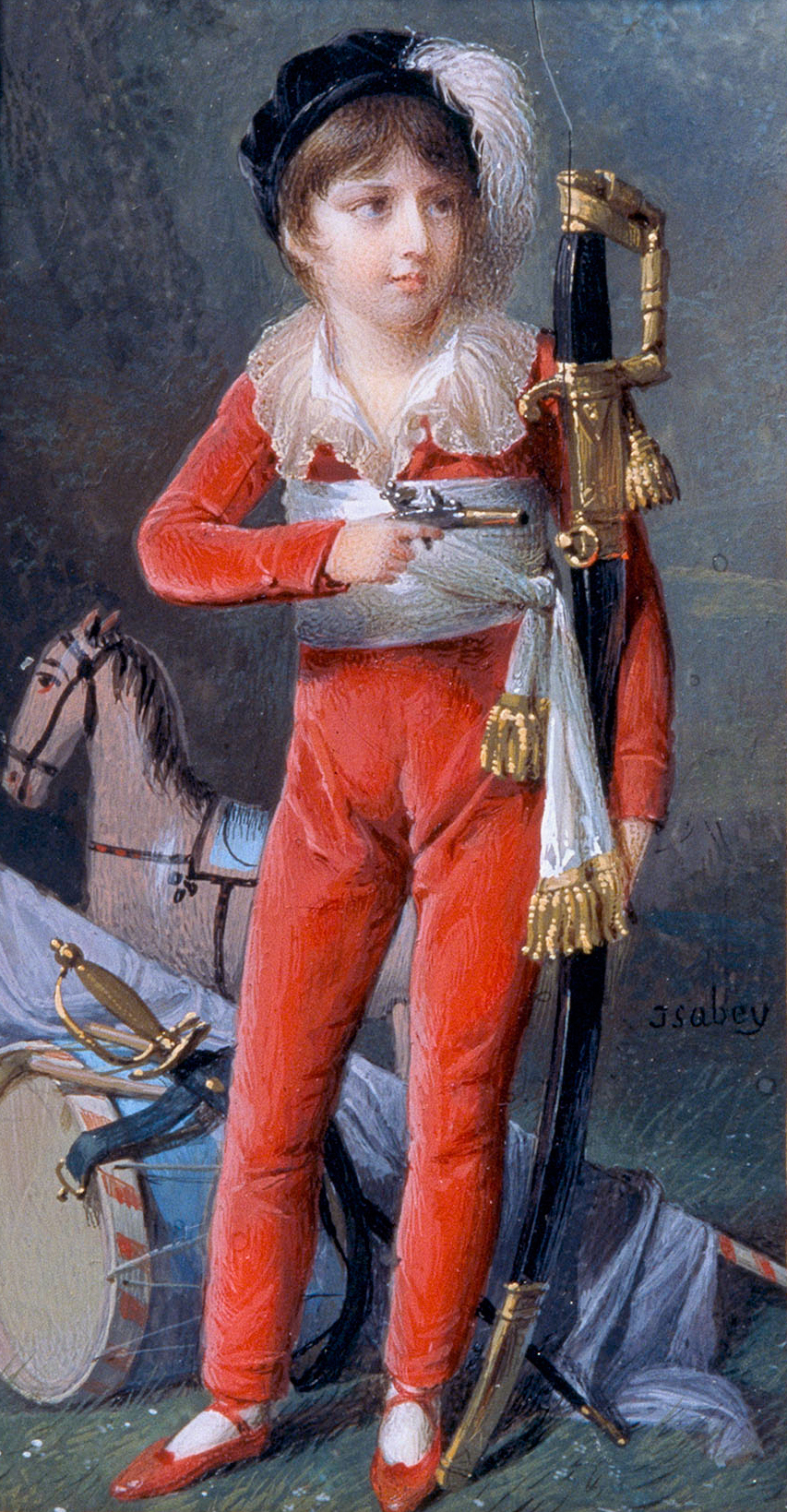
Portrait du jeune Oscar par Jean-Baptiste Isabey (vers 1805).

Il est le fils unique de Jean-Baptiste Bernadotte et de Désirée Clary. Baptisé Joseph François Oscar, il est nommé Joseph d'après son parrain et oncle Joseph Bonaparte, le mari de la sœur ainée de sa mère Julie Clary. Le prénom Oscar, d'origine celtique, provient du cycle poétique Ossian, particulièrement apprécié de Napoléon Bonaparte. Il passe ses premières années en France, et grandit aux côtés de sa mère et de sa tante, en partie à Paris, en partie au château de Mortefontaine, la résidence de campagne de Joseph Bonaparte, au nord de Paris. En 1807, il obtient son premier précepteur, Louis Lemoine.
Le roi de Suède Charles XIII n'ayant pas d'héritiers légitimes, le père d'Oscar est proposé comme candidat au trône de Suède en 1810. L'un des arguments en faveur de son élection est qu'il a déjà un fils et que la future succession au trône de Suède est donc assurée. Le 21 août 1810, Bernadotte est élu prince héritier de Suède par une Diète réunie à Örebro. Un portrait du jeune Oscar est distribué lors de la Diète, servant de levier à l'élection de Bernadotte. Deux mois plus tard, le 5 novembre, Bernadotte est officiellement adopté par le roi sous le nom de Charles Jean (Carl Johan en suédois) et nommé prince héritier de Suède. Oscar quant à lui reçoit le titre de prince de Suède avec le prédicat d'altesse royale et reçoit également le titre de duc de Södermanland du roi Charles XIII, lui même duc de Södermanland, avant de devenir roi en 1809.
Le nouvel héritier quitte la France en octobre, tandis que sa femme et Oscar le rejoignent en janvier 1811 à Stockholm. Alors qu'Oscar s'acclimate rapidement à la vie à la cour royale, sa mère a du mal à s'adapter et méprise le froid. Elle décide de quitter la Suède à l'été 1811. Elle ne reviendra qu'en 1823, à l'occasion du mariage de son fils avec la princesse Joséphine de Leuchtenberg.

### Éducation
Lorsqu'il prend la route pour la Suède à la fin de l'année 1810, le jeune Oscar est accompagné en Suède par son précepteur, Louis Lemoine. Une fois arrivé en Suède, toute une équipe pédagogique se forme autour de lui. Un triptyque est formé autour de lui : 
- un gouverneur français : son précepteur Louis Lemoine ;
- un gouverneur suédois : le baron de Cederhielm ;
- un tuteur : Nils Magnus Tannström.

Un professeur de suédois est nommé : le bibliothécaire de la Bibliothèque royale Per Adam Wallmark (sv).
Oscar apprend rapidement le suédois, ce qui lui permet notamment de servir d'interprète à son père. Le pasteur et archiviste Niels Wulfsberg est quant à lui recruté comme professeur de norvégien. En tant que futur roi du double royaume de Suède et de Norvège, le prince Oscar doit maîtriser ces deux langues. 
De nombreuses autres figures importantes font partie de son équipe pédagogique, parmi lesquelles Adolf Fredrik Lindblad comme professeur de piano, le peintre Fredrik Westin, le poète Per Daniel Amadeus Atterboom ou encore le prêtre Johan Olof Wallin (sv) pour l'éducation religieuse.
Différents temps scandent son éducation. En avril 1815, le prince Oscar est considéré comme prêt pour sa confirmation. Cela marque le départ de son gouverneur, le baron de Cederhielm. Le 4 juillet 1817, il atteint la majorité. Il peut désormais siéger au Conseil et assurer la régence du royaume si l'occasion se présente. À l'automne 1819, il entre à l'université d'Uppsala. Il est le premier prince suédois à étudier à l'université. Il ouvre ainsi la voie à ses enfants qui suivent son modèle, et la tradition s'est poursuivie.
Son mariage, le 19 juin 1823 avec la princesse Joséphine de Leuchtenberg marque traditionnellement la fin de son éducation au sens strict, même s'il continue toutefois de se familiariser avec le pouvoir, jusqu'à son accession au trône en 1844.

### Politique intérieure

Portrait de la famille Bernadotte en 1837 par Fredric Westin.

À deux reprises, en 1824 et en 1833, le prince héritier occupe le poste de vice-roi de Norvège. En 1838, le roi commence à soupçonner son héritier de comploter avec le Parti libéral, afin d'entraîner un changement de ministère, voire son abdication. Si Oscar n'aide pas concrètement l'opposition à cette occasion, sa désapprobation du comportement despotique de son père est de notoriété publique, bien qu'il ait toujours évité une réelle rupture. 
En 1839, il rédige une série d'articles sur l'éducation de masse et, en 1841, un texte anonyme, Om Straff och straffanstalter, défendant l'idée d'une réforme du système carcéral.
Son libéralisme est des plus prudents et des plus modérés, comme l'opposition le découvre à son grand regret, peu après son accession au trône le 8 mars 1844. Il refuse d'entendre parler de la moindre réforme radicale de la Constitution de 1809. L'une de ses premières mesures est toutefois d'établir la liberté de la presse. Il met en place une égalité formelle entre ses deux royaumes en introduisant de nouveaux drapeaux. L'essentiel de la législation édictée pendant le règne d'Oscar Ier a comme objectif d'améliorer les positions économiques de la Suède et le Riksdag, dans la déclaration qu'il lui adresse en 1857, déclare qu'il a plus amélioré la prospérité matérielle du royaume que n'importe lequel de ses prédécesseurs.

### Politique étrangère
Dans le domaine des affaires étrangères, Oscar Ier est un partisan de la défense des nationalités. En 1848, il soutient le Danemark contre la Prusse lors de la première guerre de Schleswig ; il positionne des troupes suédoises et norvégiennes en Fionie et au nord du Schleswig (1849-1850) ; il négocie la trêve de Malmö du 26 août 1848. Il est également l'un des garants de l'intégrité du Danemark (traité de Londres, 8 mai 1852).
Dès 1850, Oscar Ier conçoit un plan d'union dynastique des trois royaumes scandinaves (panscandinavisme), mais les difficultés qui surgissent l'obligent à abandonner ce plan. Il réussit toutefois à renverser la politique obséquieuse de son père envers la Russie. Sa crainte que celle-ci ne réclame une partie de la côte le long du Varangerfjord le conduit à rester neutre durant la guerre de Crimée et, en conséquence, à conclure une alliance avec le Royaume-Uni et la France le 25 novembre 1855, dans le but de préserver l'intégrité territoriale de la Scandinavie.

## Mort et succession

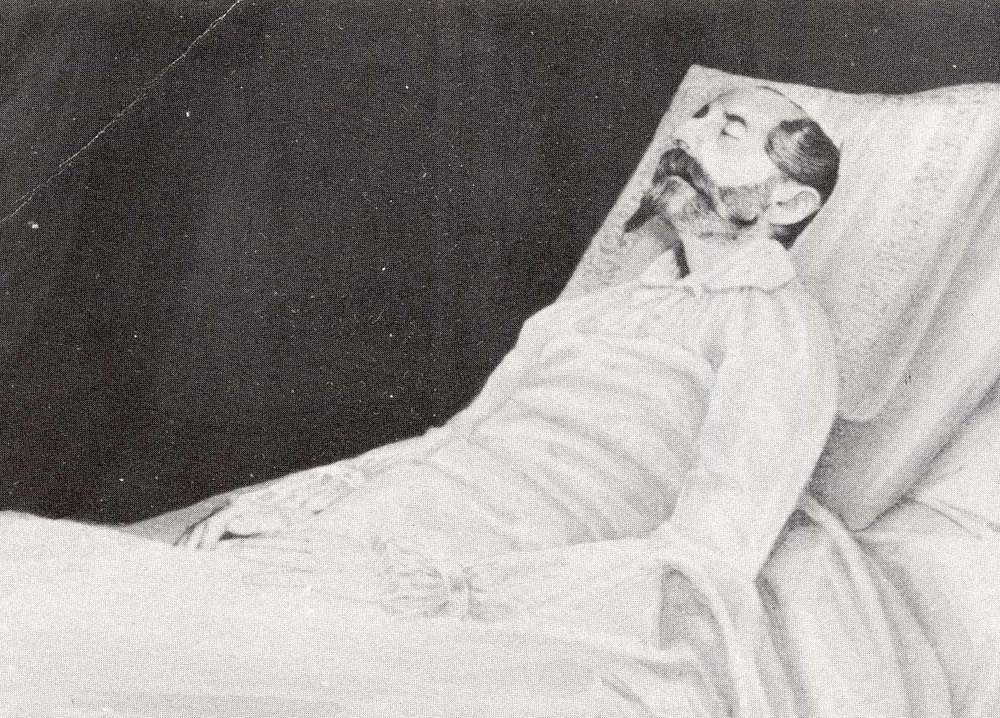
Oscar Ier sur son lit de mort.

Oscar Ier meurt le 8 juillet 1859 à l'âge de 60 ans. Sa dépouille est inhumée dans la crypte située sous la chapelle Bernadotte de l’église de Riddarholmen de Stockholm. Son fils aîné lui succède sur les trônes de Suède et de Norvège sous les noms de Charles XV (en Suède) et Charles IV (en Norvège).

## Mariages et descendance
Oscar se marie le 19 juin 1823 avec la princesse Joséphine de Leuchtenberg, fille aînée d'Eugène de Beauharnais, duc de Leuchtenberg, et petite-fille de l'impératrice Joséphine de Beauharnais, elle est également descendante des anciens rois de Suède par Catherine Vasa, fille de Charles IX. 
Cinq enfants sont nés de cette union, quatre fils et une fille :
- Charles XV (3 mai 1826 – 18 septembre 1872), roi de Suède et de Norvège de 1859 à sa mort ;
- Gustave (18 juin 1827 – 24 septembre 1852), duc d'Uppland ;
- Oscar II (21 janvier 1829 – 8 décembre 1907), roi de Suède de 1872 à sa mort et roi de Norvège de 1872 à 1905 ;
- Eugénie (24 avril 1830 – 23 avril 1889) ;
- Auguste (24 août 1831 – 4 mars 1873), duc de Dalécarlie.

Le roi Oscar a également plusieurs enfants adultérins, avant de devenir roi. Avec sa maîtresse, Jacquette Löwenhielm (sv) (née Gyldenstolpe), il a une fille :
- Oscara Meijergeer (1817-1880).

Avec l'actrice Emilie Högquist, il a deux fils, surnommés en privé « princes de Laponie » :
- Hjalmar Högqvist (sv) (18 juin 1839 – 15 février 1874) ;
- Max Högqvist (sv) (12 août 1840 – 13 juillet 1872).

Il aurait eu une relation vers 1837 avec Ida de Brunhoff :
- Ida de Brunhoff (1838-1906), grand-mère de Jean de Brunhoff, créateur de Babar.

## Titres et honneurs

### Titulature
- 26 septembre 1810 – 4 novembre 1814 : Son Altesse Royale le prince Oscar de Suède, duc de Södermanland ;
- 4 novembre 1814 – 5 février 1818 : Son Altesse Royale le prince Oscar de Suède et de Norvège, duc de Södermanland ;
- 5 février 1818 – 8 mars 1844 : Son Altesse Royale le prince héritier de Suède et de Norvège, duc de Södermanland ;
- 8 mars 1844 – 8 juillet 1859 : Sa Majesté le roi de Suède et de Norvège.

Prince de Suède, Duc de Södermanland (1810).
Prince héritier, duc de Södermanland (1818-1826).
Prince héritier, duc de Södermanland (1826-1844).
Monogramme d' Oscar Ier, roi de Suède.

### Armes
Le roi Oscar Ier était le grand maître de l'ordre des Séraphins et ses armoiries (erronées) sont exposées dans l'église de Riddarholmen :
| Blason | Blasonnement : Parti, en 1 coupé d'or, cantonné en chef d'azur, à trois couronnes d'or (de Suède moderne) et d'azur, à trois barres ondées d'argent, au lion couronné d'or, brochant sur le tout (de Suède ancien), en 2 de gueules, au lion couronné d'or, tenant dans ses pattes une hache danoise d'argent, emmanchée du second (de Norvège ancien) à la demi-croix de Saint-Eric, sur-le-tout parti de Vasa (tiercé en bande d'azur, d'argent et de gueules à la gerbe d'or brochant) et de Pontecorvo (d'azur, au pont à trois arches d'argent, sur une rivière de même, ombrée d'azur, et supportant deux tours du second, le tout surmonté d'une aigle contournée d'or au vol abaissé, empiétant d'un foudre du même (de Bernadotte)). |